# 6592 Goya
6592 Goya è un asteroide della fascia principale. Scoperto nel 1986, presenta un'orbita caratterizzata da un semiasse maggiore pari a 2,7577330 UA e da un'eccentricità di 0,1607568, inclinata di 4,21266° rispetto all'eclittica.